# Třída Fargo
Třída Fargo byla třída lehkých křižníků amerického námořnictva z období druhé světové války. Byla to modifikace lehkých křižníků třídy Cleveland. Tato plavidla se lišila především kompaktnější nástavbou s jedním komínem (stejně se lišily těžké křižníky třídy Oregon City od původní třídy Baltimore). Křižníky byly ve službě v letech 1945–1950. Nebyly bojově nasazeny.

## Stavba
Křižníky třídy Fargo byly původně objednány jako křižníky třídy Cleveland, roku 1942 ale byly přeobjednány ve vylepšené verzi, lišící se především kompaktnější nástavbou s jediným komínem, což zlepšovalo problém s přetížením nástaveb a zefektivňovalo využití protiletadlových kanónů. Celkem bylo objednáno 13 křižníků této třídy (CL-106 až 118). Postavit je měly loděnice New York Shipbuilding Corp. v Camdenu, William Cramp & Sons Shipbuilding Co. ve Filadelfii a Newport News Shipbuilding and Dry Dock Co. v Newport News. Kvůli končící válce se křižníky ukázaly jako nadbytečné, takže byly dokončeny pouze první dva a stavba ostatních byla zrušena.
Jednotky třídy Fargo:
| Jméno                    | Loděnice              | Založení kýlu  | Spuštěna          | Vstup do služby  | Poznámka |
| ------------------------ | --------------------- | -------------- | ----------------- | ---------------- | --- |
| USS Fargo (CL-106)       | New York Shipbuilding | 23. srpna 1943 | 25. února 1945    | 9. prosince 1945 | Vyřazen 1950, vyškrtnut 1970.                                                                                               |
| ‎USS Huntington (CL-107)  | New York Shipbuilding |                | 8. dubna 1945     | 23. února 1946   | Vyřazen 1949, vyškrtnut 1961, sešrotován.                                                                                   |
| USS Newark (CL-108)      | New York Shipbuilding | 17. ledna 1944 | 14. prosince 1945 | –                | Stavba lodi byla v srpnu 1945 zrušena, když byla z 68,8% hotova, hulk byl použit pro testy výbušnin a roku 1949 sešrotován. |
| ‎ USS New Haven (CL-109)  | New York Shipbuilding | 28. února 1944 | –                 | –                | Stavba byla zrušena 12. srpna 1945.                                                                                         |
| ‎USS Buffalo (CL-110)     | New York Shipbuilding | 3. dubna 1944  | –                 | –                | Stavba zrušena v srpnu 1945.                                                                                                |
| USS Wilmington (CL-111)  | Cramp                 | 5. března 1945 | –                 | –                | Stavba zrušena v srpnu 1945.                                                                                                |
| ‎USS Vallejo (CL-112)     | New York Shipbuilding | –              | –                 | –                | Stavba zrušena před založením kýlu v prosinci 1945.                                                                         |
| ‎USS Helena (CL-113)      | New York Shipbuilding | –              | –                 | –                | Stavba zrušena před založením kýlu v říjnu 1944.                                                                            |
| ‎USS Roanoke (CL-114)     | New York Shipbuilding | –              | –                 | –                | Stavba zrušena před založením kýlu v říjnu 1944.                                                                            |
| (CL-115)                 | New York Shipbuilding | –              | –                 | –                | Stavba zrušena před založením kýlu.                                                                                         |
| ‎USS Tallahassee (CL-116) | Newport News          | 31. ledna 1944 | –                 | –                | Stavba zrušena v srpnu 1945.                                                                                                |
| USS Cheyenne (CL-117)    | Newport News          | –              | –                 | –                | Stavba zrušena před založením kýlu v srpnu 1945.                                                                            |
| ‎USS Chattanooga (CL-118) | Newport News          | 9. října 1944  | –                 | –                | Stavba zrušena v srpnu 1945.                                                                                                |

## Konstrukce

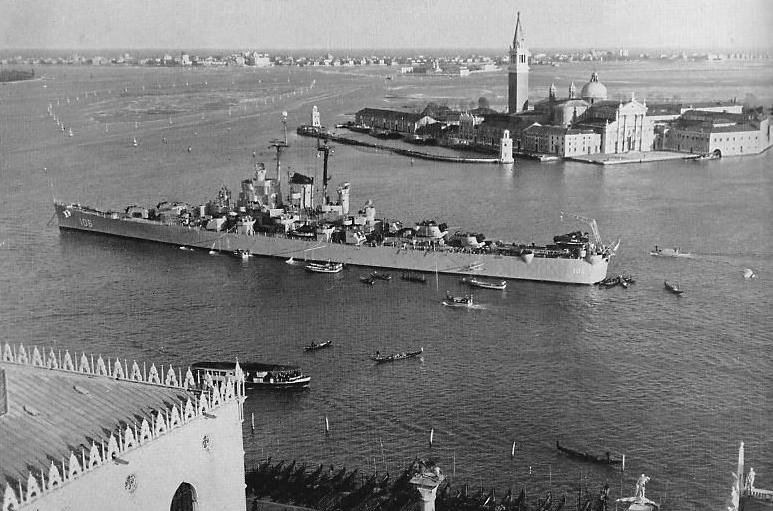
USS Fargo (CL-106)

Základní výzbroj tvořilo dvanáct 152mm kanónů ve třídělových věžích, doplněných stejným počtem 127mm kanónů ve dvoudělových věžích, dvaceti osmi 40mm kanóny a dvaceti osmi 20mm kanóny. Složení lehké výzbroje se u jednotlivých plavidel lišilo. Nesen byl jeden katapult a dva hydroplány (Curtiss SC Seahawk, Vought OS2U Kingfisher). Pohonný systém tvořily čtyři kotle Babcock & Wilcox a čtyři převodové turbíny General Electric o celkovém výkonu 100 000 shp. Nejvyšší rychlost dosahovala 32,5 uzlu. Dosah byl 11 000 námořních mil při rychlosti 15 uzlů.